# Trillium kurabayashii
Trillium kurabayashii är en nysrotsväxtart som beskrevs av J.D.Freeman. Trillium kurabayashii ingår i släktet treblad, och familjen nysrotsväxter. Inga underarter finns listade.

## Bildgalleri

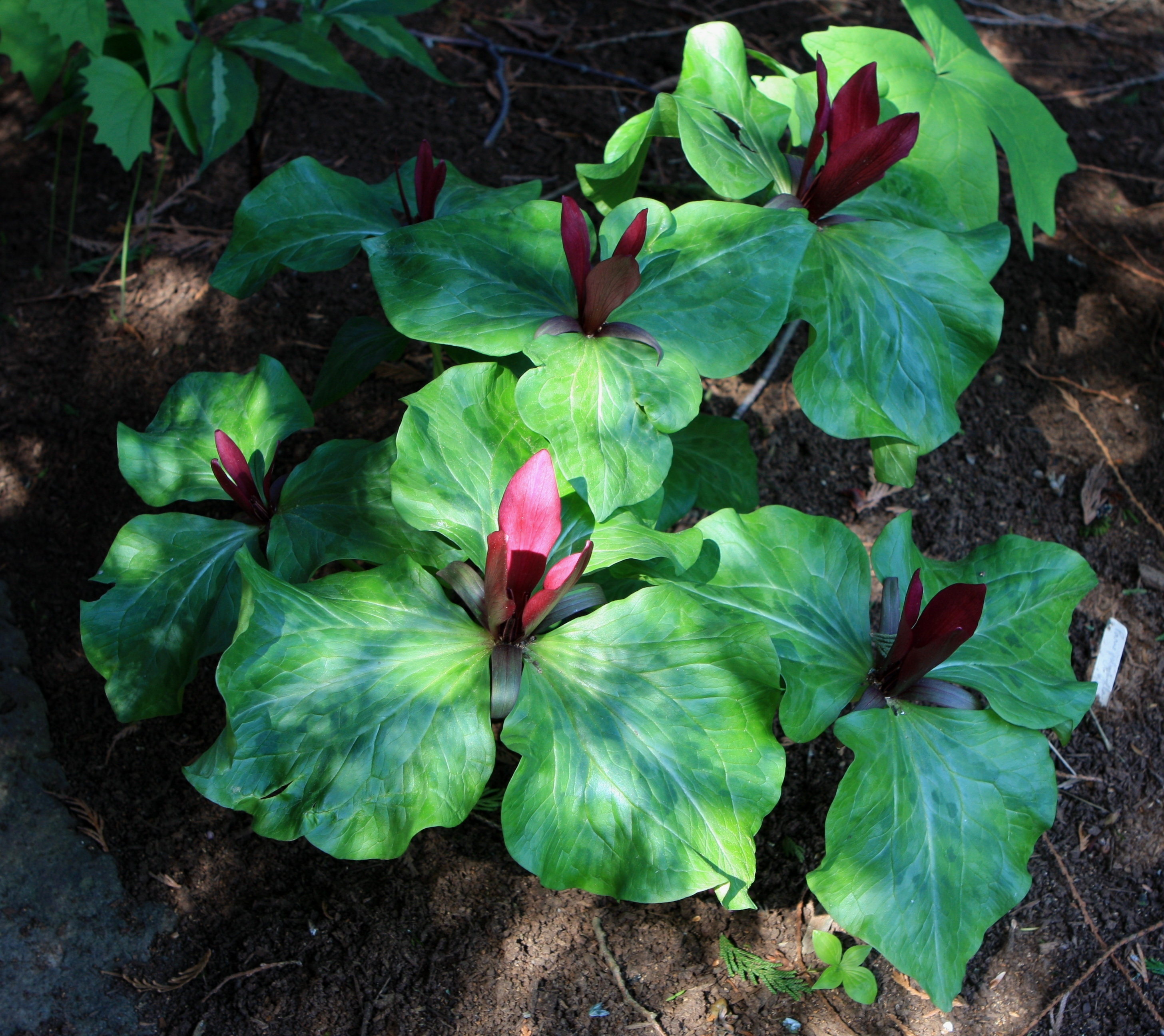
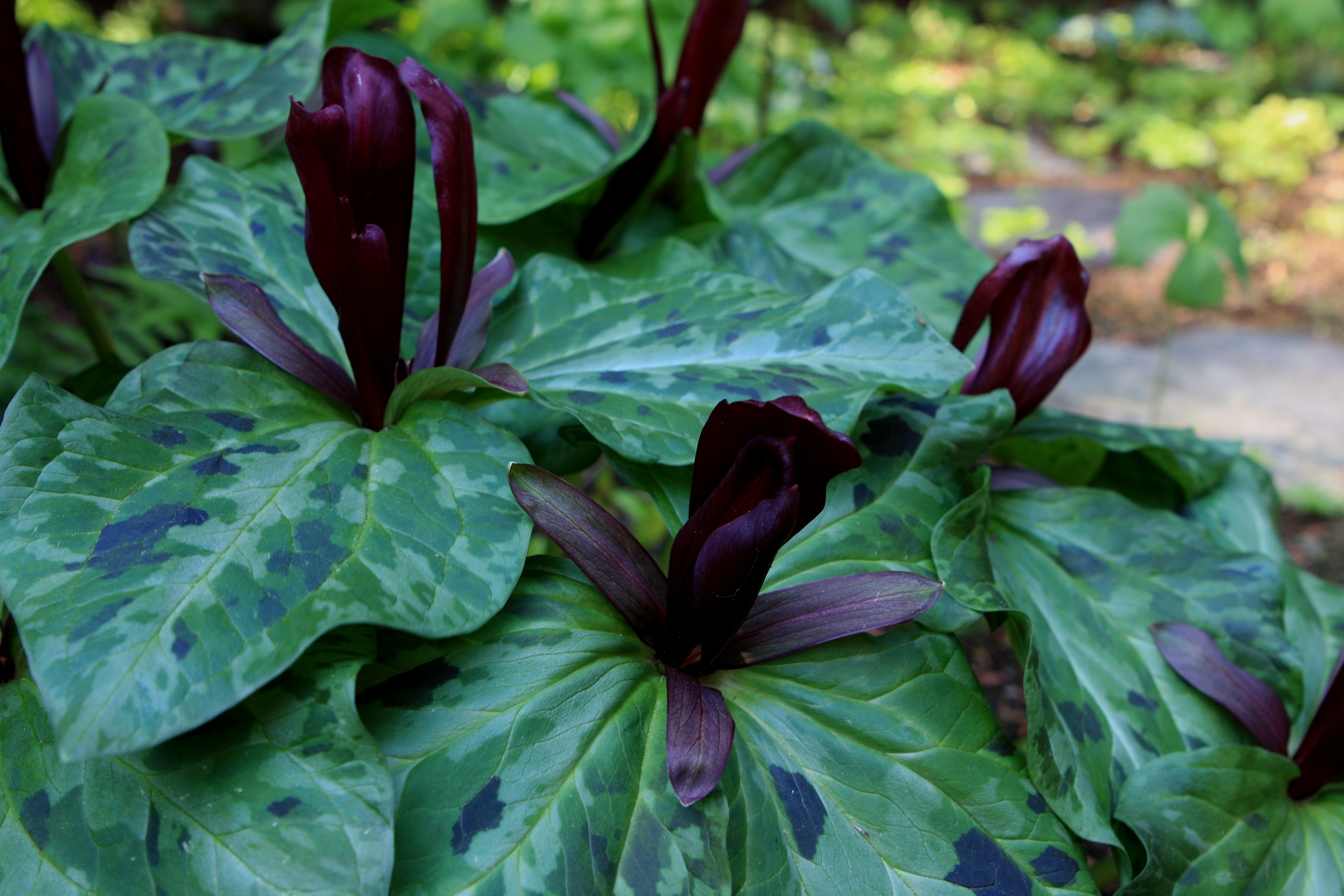
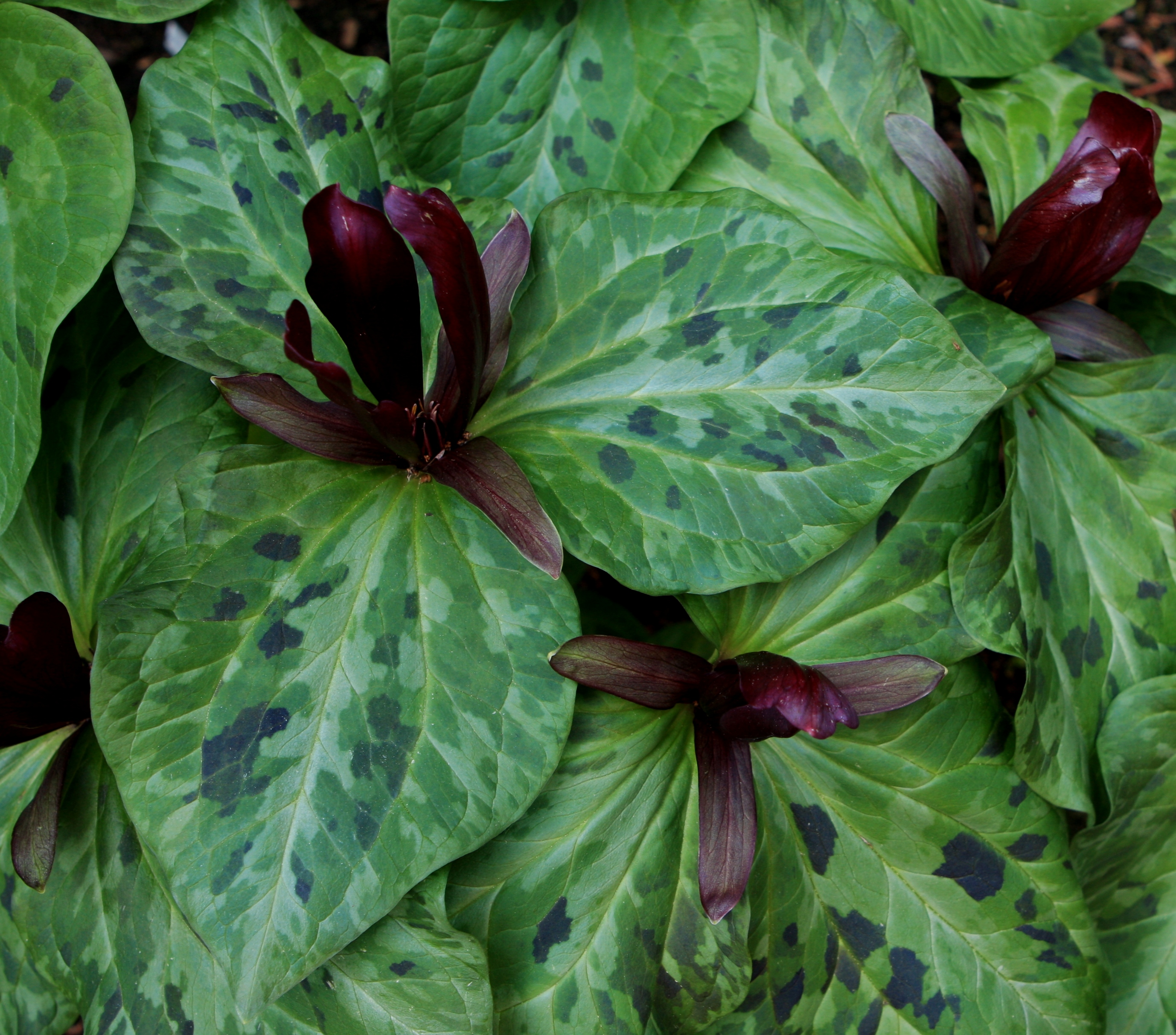
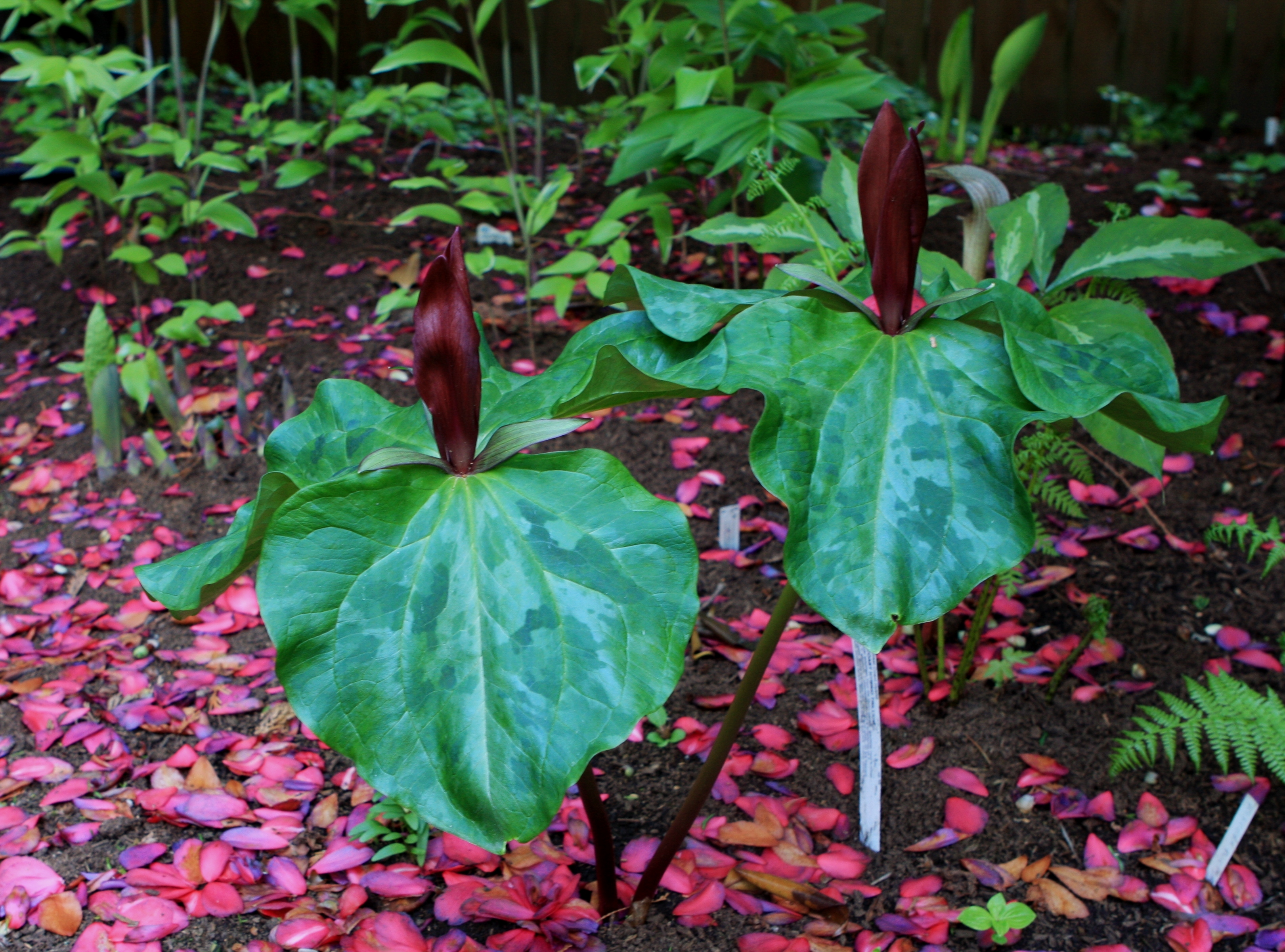
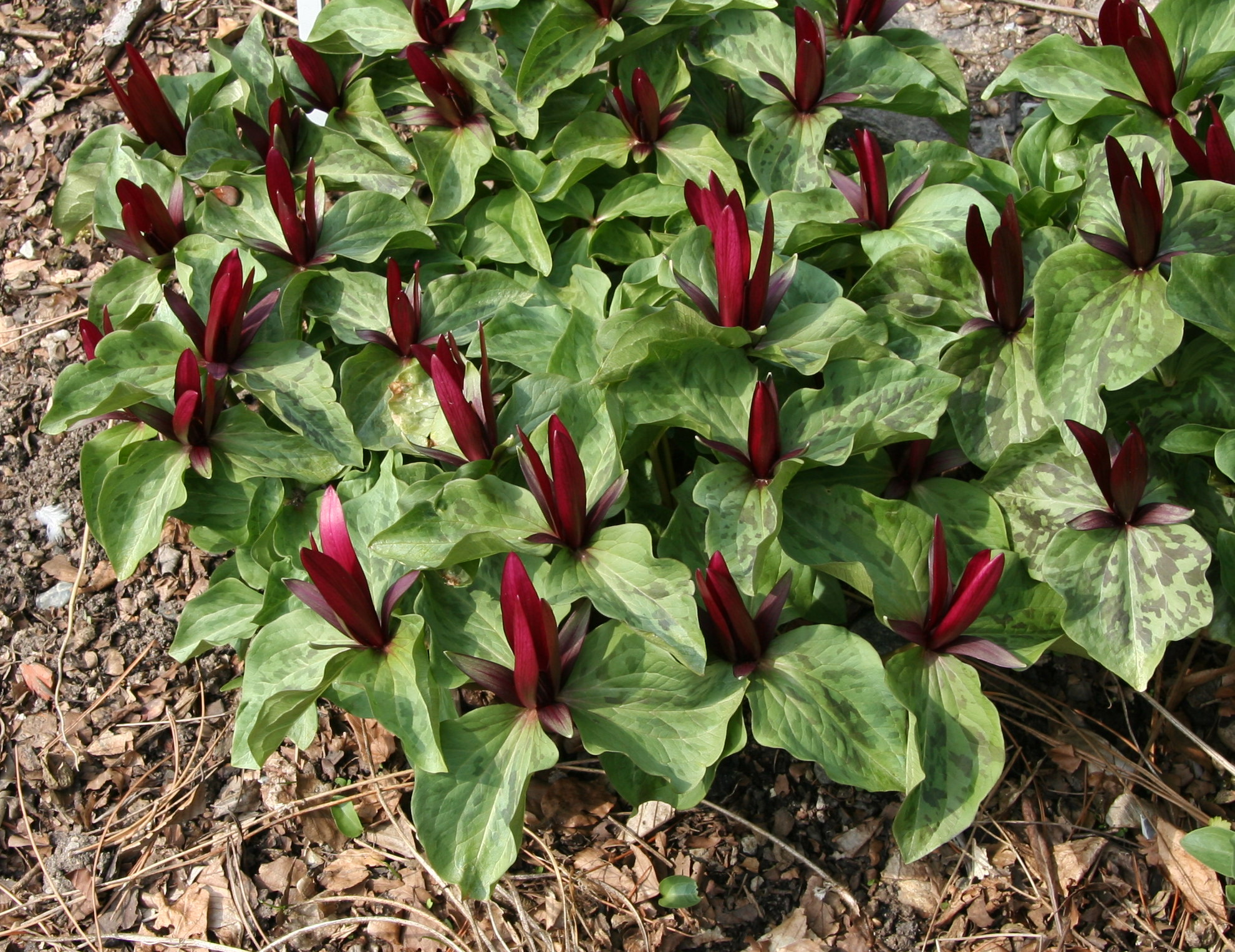
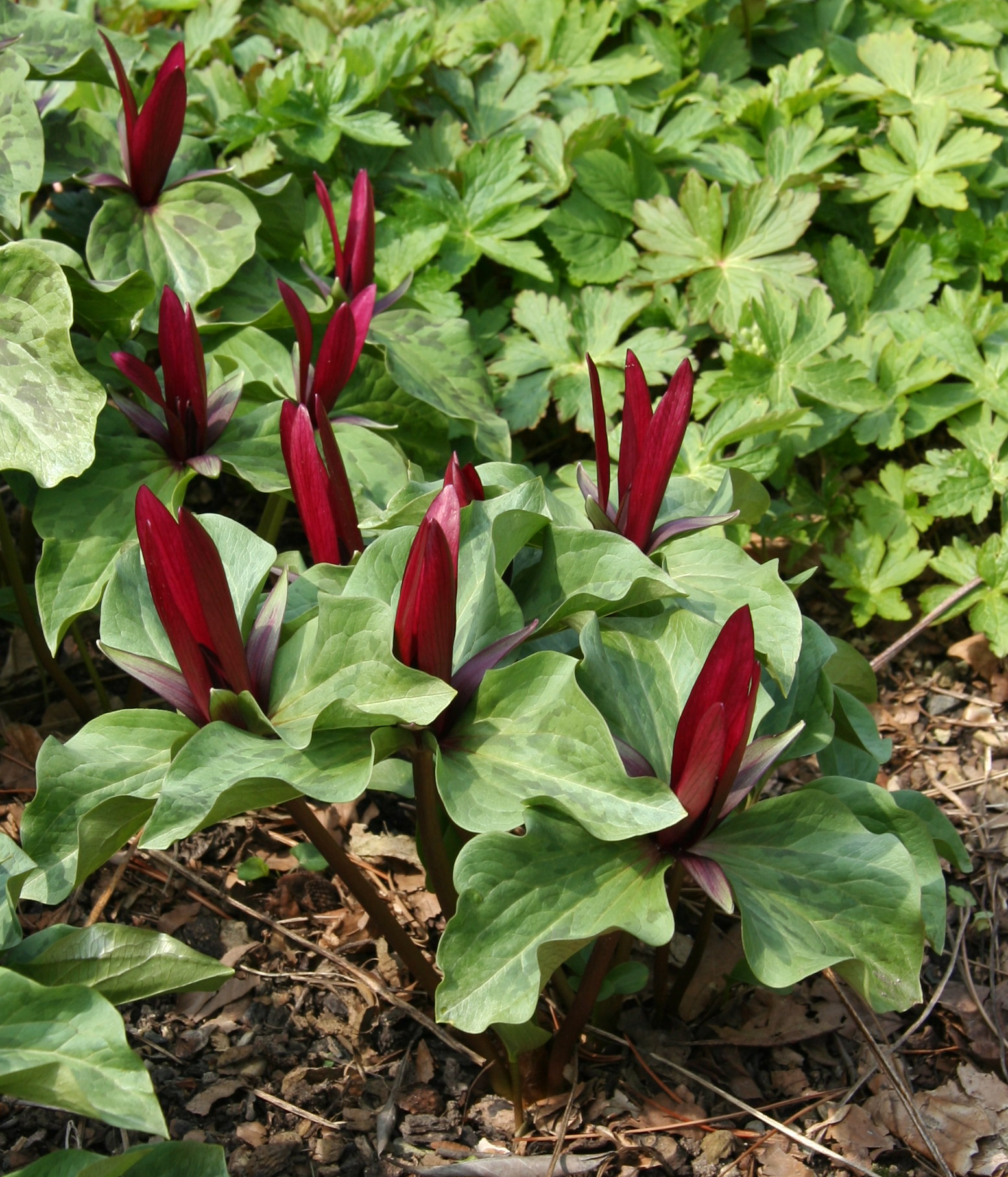